# 杨增明
杨增明（1962年8月—），甘肃省兰州市人，教授，研究领域为哺乳动物胚胎发育与胚胎着床、哺乳动物蜕膜化。中华人民共和国教育部第三批“长江学者”特聘教授，2006年获国务院特殊津贴。承担“973”等多个重点学术科研项目、曾任多个学会理事、担任《生殖生物学》主编和多个杂志编委、出版多本学术著作、发表数百篇论文、获得多个奖项。

## 生平
- 1979年9月至1986年7月，先后获得兰州大学生物系学士、硕士学位；1986年9月至1989年7月，就读于东北农业大学生物工程系，获博士学位；
- 1989年8月至1996年5月：先后在中国科学院动物研究所生殖生物学国家重点实验室、北卡罗莱纳州立大学、贝勒医学院、堪萨斯大学医学中心从事博士后研究；
- 1996年至今，历任东北农业大学生命学院、厦门大学生命学院、汕头大学生物系、华南农业大学兽医学院教授和博士生导师。[2]